# Capitainerie de Santana
La capitainerie de Santana était l'une des quinze capitaineries héréditaires en lesquelles fut initialement divisé le Brésil à l'époque coloniale. Elle fut créée au début du XVIe siècle, s'étendait sur 40 lieues du nord au sud et fut donnée à Pero Lopes de Sousa. 
Elle avait pour limite les municipalités actuelles de Cananéia (dans l'État de São Paulo) et Laguna (Santa Catarina).